# Hellebæk
Hellebæk – miasto w Danii, w regionie Stołecznym, w gminie Helsingør.